# Jazz Messengers
 (octobre 2021).
Si vous disposez d'ouvrages ou d'articles de référence ou si vous connaissez des sites web de qualité traitant du thème abordé ici, merci de compléter l'article en donnant les références utiles à sa vérifiabilité et en les liant à la section « Notes et références ».
Jazz Messengers (les messagers du jazz) est un groupe de jazz créé en 1953 par Art Blakey et Horace Silver. Si ce dernier le quitta en 1956, Blakey en est resté le leader et le mentor, si bien que son nom et sa carrière y sont étroitement associés.
Actif pendant plus de trente ans, précurseur du hard bop, ce groupe fut caractéristique de ce courant tant par son style que par sa composition ; un critique de jazz dira même qu'il est la « définition du hard bop ». Sous l’impulsion de Blakey, il fut un formidable tremplin pour de nombreux jeunes talents qui devinrent des artistes majeurs du jazz.

## Biographie
Les premières mentions des « Jazz Messengers » apparaissent au club de jazz Birdland de New York pour désigner un quintet mis en place par le batteur Art Blakey et le pianiste Horace Silver entourés une première fois en 1953 de Lou Donaldson au saxophone alto, Kenny Dorham à la trompette et Gene Ramey à la contrebasse puis une seconde fois en 1954 avec Lou Donaldson, Clifford Brown à la trompette et Curly Russell à la contrebasse.
Mais la naissance officielle du groupe se situe en 1955 à l'initiative de Silver et regroupe outre Silver et Blakey, de nouveau Dorham à la trompette, Hank Mobley au saxophone ténor et Doug Watkins à la contrebasse. En 1956, Silver quitte le groupe pour fonder son propre quintette et Blakey en devient l’unique leader. Depuis, au gré des évolutions du groupe, de nombreux jeunes musiciens talentueux y ont fait leurs classes, Blakey en resta le leader jusqu'à sa mort en 1990.
Les Jazz Messengers seront un des groupes phares du label Blue Note. Horace Silver, qui fut « découvert » par Stan Getz qui l'engagea, est l'un des grands compositeurs de ces années 54-55 qui verra le label Blue Note prendre véritablement son essor. Deux leaders dans un groupe, c'est beaucoup trop. Horace partit, sans vraiment partir. Il allait poursuivre sa carrière au sein de Blue Note.
Sous sa direction, Art Blakey fit de ce groupe une véritable école du jazz. Y passèrent Clifford Brown, Kenny Dorham, déjà connu lorsqu'il remplaça Brownie et surtout Lee Morgan devenant le trompettiste qui compte dans cette fin des années 1950, début des années 1960

## Discographie sélective
1958 : Moanin' - Blue Note 4003 comprenant entre autres la célèbre Blues March (longtemps indicatif de l'émission d'Europe 1 Pour ceux qui aiment le jazz) avec Lee Morgan, Benny Golson, Bobby Timmons, Jymie Merritt.
1966 : Buttercorn Lady (en) avec Chuck Mangione, Frank Mitchell, Keith Jarrett, Reggie Johnson. Il s'agit d'un album Live au Lighthouse (Hermosa Beach, CA, January 1-9, 1966),.

## Principaux musiciens
Par date d'apparition dans le groupe :
- 1953 : Art Blakey (batterie)
- 1953 : Horace Silver (piano)
- 1953 : Lou Donaldson (saxophone alto)
- 1953 : Kenny Dorham (trompette)
- 1953 : Gene Ramey (contrebasse)
- 1954 : Clifford Brown (trompette)
- 1954 : Curly Russell (contrebasse)
- 1955 : Hank Mobley (saxophone ténor)
- 1955 : Doug Watkins (contrebasse)
- 1955 : Donald Byrd (trompette)
- 1957 : Johnny Griffin (saxophone)
- 1958 : Lee Morgan (trompette)
- 1958 : Benny Golson (saxophone ténor et direction musicale)
- 1958 : Bobby Timmons (piano)
- 1959 : Wayne Shorter (saxophone ténor et direction musicale)
- 1961 : Cedar Walton (piano)
- 1961 : Freddie Hubbard (trompette)
- 1961 : Curtis Fuller (trombone)
- 1965 : John Gilmore (en) (saxophone ténor)
- 1965 : Reggie Johnson (contrebasse)
- 1965 : Keith Jarrett (piano)
- 1965 : Chuck Mangione (trompette)
- 1966 : Frank Mitchell (saxophone ténor)
- 1973 : Woody Shaw (trompette)
- 1977 : Valeri Ponomarev (trompette)
- 1977 : Bobby Watson (saxophone alto)
- 1977 : James Williams (piano)
- 1980 : Wynton Marsalis (trompette)
- 1982 : Terence Blanchard (trompette)